# Polyneikés

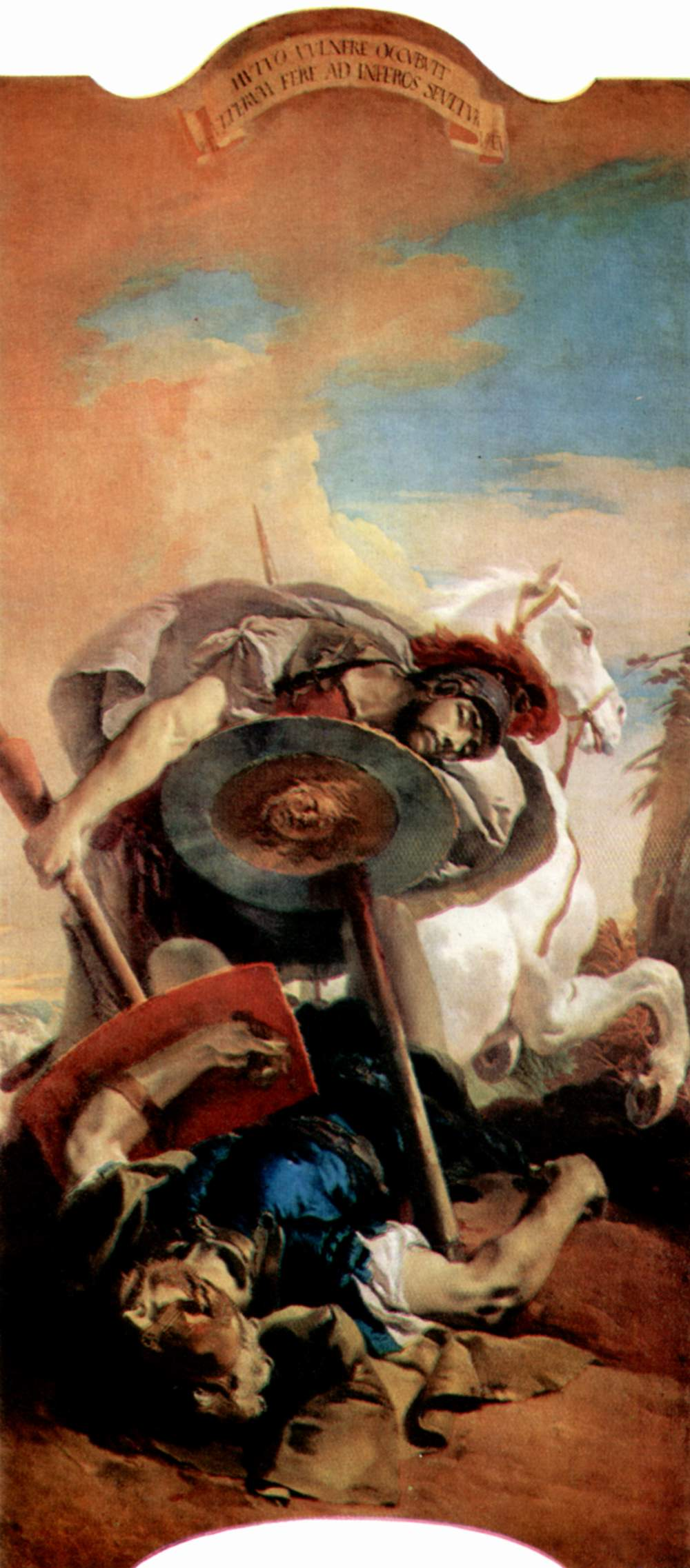
Eteoklés a Polyneikés, Giovanni Battista Tiepolo

Polyneikés (latinsky Polynaeces) je v řecké mytologii synem thébského krále Oidipa a jeho manželky a matky Iokasté.
Jeho otec Oidipus byl obviněn a usvědčen ze dvou hrůzných zločinů - zabití svého otce krále Láia a sňatku s vlastní matkou Iokasté. Oba činy spáchal nevědomky, oba byly předpovězeny osudovou věštbou.
Do té doby byl Oidipus ctěným a milovaným vládcem, brzy se však veřejné mínění od něj odklonilo, lid i jeho vlastní synové žádali potrestání. Slepý Oidipus musel opustit Théby a jako vyhnanec bloudil světem, až se jej ujal athénský král Théseus. Na této cestě ho doprovázela jenom dcera Antigona a byla to cesta poslední.
Královští synové Eteoklés a Polyneikés se brzy svářili o vládu nad Thébami, nakonec bylo rozhodnuto, že bude každý z nich vládnout jeden rok a budou se takto střídat. První vládl Eteoklés, avšak když jeho rok končil, nechtěl se vlády vzdát a bratra vyhnal. Zatrpklý Polyneikés našel útočiště v Argu, kde vládl král Adrástos. Ten mu byl nakloněn, dal mu dokonce svou dceru Aigeiu za manželku. Pak začali shromažďovat vojsko pro válečnou výpravu Sedm proti Thébám. V čele vojska stanuli: Adrástos, Týdeus a Polyneikés a dále Kapaneus, Hippomedón, věštec Amfiaráos a Parthenopaios.
Podle věštby záviselo vítězství ve válce na tom, na čí stranu se postaví bývalý král Oidipús. Polyneikés se vypravil až do Oidipova útočiště na Kolónu u Athén a otce přemlouval, prosil, nakonec hrozil. Oidipús však nezapomněl na to, jak ho vlastní synové vyhnali z Théb, prohlédl faleš a oba syny proklel a předpověděl jim oběma smrt.
Polyneikés přemlouval věštce Amfiaráa, který se účasti na výpravě bránil a před ostatními muži se dokonce schovával. Věděl dobře, že podle věštby zahynou před Thébami všichni vojevůdci, s výjimkou Adrásta. Polyneikés nakonec sáhl k jiným prostředkům přesvědčování: Amfiaráově manželce Erifýlé nabídl vzácný a drahocenný náhrdelník jejich pramáti Harmonie, manželky zakladatele Théb Kadma. Tomu nebylo možné odolat, Erifýlé přijala a svého manžela Amfiaráa přesvědčila, že má do války vytáhnout. A vojsko vytáhlo proti Thébám.
Nic se nevyvíjelo dobře, Thébané pod vedením Eteokla a Kreonta se statečně bránili. Když se boje bez výsledku protahovaly, vůdcové dohodli, že výsledek války má záviset na souboji obou bratří. Souboj byl nelítostný a vyrovnaný. Nakonec Eteoklés zasadil bratrovi smrtelnou ránu mečem. Když se chystal svléknout Polyneikovu zbroj, ten z posledních sil se vzchopil a zasáhl svého bratra poslední smrtelnou ranou.
Válka tím skončila, Argejci odtáhli od nepokořených thébských bran. Thébané však porušili dohodnuté příměří a vyrazili do posledního útoku, v němž Argejce na hlavu porazili. Z jejich vůdců zůstal naživu jediný Adrástos.
Zatímco thébský Kreón, po smrti obou následníků se stal králem v Thébách, nařídil pohřbít Eteokla se všemi poctami, mrtvé tělo Polyneikovo pohřbeno být nesmělo. Mělo být rozsápáno divou zvěří, takže jeho duše nemohla odejít do Hádovy říše. Nikdo si nedovolil překročit tento královský rozkaz, s výjimkou jeho sestry Antigony. Ta se nebála ani trestu smrti, který král vyhlásil. Tělo svého bratra s pomocí bohů pohřbila. Zato ji chtěl Kreón zabít před zraky všech, nakonec vydal rozkaz, aby Antigona byla zaživa pohřbena v rodinné hrobce. To se hrubě nelíbilo bohům, jejichž trestu se nakonec Kreón zalekl. Jeho syn Haimón, dívčin snoubenec, šel Antigonu osvobodit, ale našel ji mrtvou, oběsila se na pohřební stuze. Haimón se ze žalu probodl otcovým mečem. Nad jeho smrtí pak ještě žalem spáchala sebevraždu jeho matka Eurydika, Kreontova manželka.
Théby se ubránily, ne však nadlouho. Po deseti letech synové dobyvatelů z války Sedmi proti Thébám sešikovali výpravu Epigonů (Potomků). Padlým byl tentokrát jenom syn Adrástův, ostatní přežili. Brány Théb byly prolomeny, hradby pobořeny, město pokořeno.